# Typhochrestus sylviae
Typhochrestus sylviae là một loài nhện trong họ Linyphiidae.
Loài này thuộc chi Typhochrestus. Typhochrestus sylviae được miêu tả năm 1968 bởi Hauge.